# Mowrystown, Ohio
Mowrystown, Ohio (енгл. Mowrystown) град је у америчкој савезној држави Охајо.

## Демографија
По попису из 2010. године број становника је 360, што је 13 (-3,5%) становника мање него 2000. године.
| Група             | 2000.       | 2010.       |
| Белци             | 368 (98,7%) | 359 (99,7%) |
| Афроамериканци    | 0 (0,0%)    | 0 (0,0%)    |
| Азијати           | 0 (0,0%)    | 0 (0,0%)    |
| Хиспаноамериканци | 0 (0,0%)    | 0 (0,0%)    |
| Укупно            | 373         | 360         |